# 10 złotych 1938 Klamry
10 złotych 1938 Klamry – moneta katalogowana jako próbna okresu złotowego II Rzeczypospolitej, wybita w latach pięćdziesiątych XX w. w aluminium, będąca hybrydą rewersu 23-milimetrowej odmiany 10-złotówki klamry z 1934 r. i awersu wykorzystanego w 50-groszówkach z 1938 r.
Na monecie na awersie pod łapą orła z prawej strony znajduje się znak mennicy, a na rewersie umieszczony jest wypukły napis „PRÓBA”.

## Awers
Na tej stronie znajduje się godło – orzeł w koronie zgodny ze wzorem godła państwowego Zygmunta Kamińskiego wprowadzonego w 1927 r. (Dz.U. z 1927 r. nr 115, poz. 980), na samym dole data – „♦ 1938 ♦”, dookoła w otoku napis: „RZECZPOSPOLITA POLSKA”, pod łapą orła z prawej strony herb Kościesza – znak mennicy w Warszawie. Autorem projektu awersu był Józef Aumiller.

## Rewers
Rysunek rewersu to cztery złączone klamry, wewnątrz nich nominał „10", a pod nim „ZŁOTYCH”, po bokach młot i gałązka dębowa, u góry snopek, u dołu cyrkiel i rulon papieru, na samym dole wypukły napis „PRÓBA”. Autorem projektu rewersu był Wojciech Jastrzębowski.

## Opis
Monetę wybito w aluminium na krążkach o średnicy 23 mm, masie 2 gramów, stemplem zwykłym, z rantem ząbkowanym.
Pod koniec drugiego dziesięciolecia XXI w., ze znanych monet II Rzeczypospolitej, dziesięciozłotówka próbna z klamrami z 1938 r. opisywana jest jako oddzielna pozycja katalogowa wybita jako hybryda powstała z połączenia:
- rewersu 10 złotych 1934 Klamry o średnicy 23 mm,
- awersu 50 groszy 1938.

Obydwa stemple zachowały się w zbiorach mennicy. Monetę wykonano w 1953 r. z inicjatywy kustosza zbioru Mennicy Państwowej – Sebastiana Jarosza razem z wybitymi w tym samym roku również w aluminium:
- złotówkami 1929 r. z wklęsłym napisem „PRÓBA”[4],
- dwuzłotówką 1936 Żaglowiec z wklęsłym napisem „PRÓBA” lub bez napisu (pojedyncze egzemplarze)[5].

## Odmiany
W książkach z lat 70. i 80. XX w. zamieszczano informację, że istniała zarówno 23-milimetrowa aluminiowa wersja monety 10 złotych 1934 Klamry jak i bita również w aluminium hybryda 10 złotych 1938 Klamry, zaliczając obydwie te monety do jednej pozycji katalogowej. W opracowaniach publikowanych w drugim dziesięcioleciu XXI w. dokonano istotnej zmiany:
- zniknęła wersja aluminiowa 10 złotych 1934 Klamry o średnicy 23 mm,
- pojawiła się oddzielna pozycja 10 złotych 1938 Klamry jako jedyna wersja aluminiowa wybita z rewersem „Klamry” Wojciecha Jastrzębowskiego.